# Les Horaces et les Curiaces (Brecht)
 (février 2021).
Si vous disposez d'ouvrages ou d'articles de référence ou si vous connaissez des sites web de qualité traitant du thème abordé ici, merci de compléter l'article en donnant les références utiles à sa vérifiabilité et en les liant à la section « Notes et références ».
Pour les articles homonymes, voir Les Horaces et les Curiaces.
Les Horaces et les Curiaces (Die Horatier und die Kuratier) est une pièce de théâtre didactique pour enfants du dramaturge allemand Bertolt Brecht écrite en 1934. 
Collaboratrice : Margarete Steffin.